# Tumulus von La Tossen Ar Run

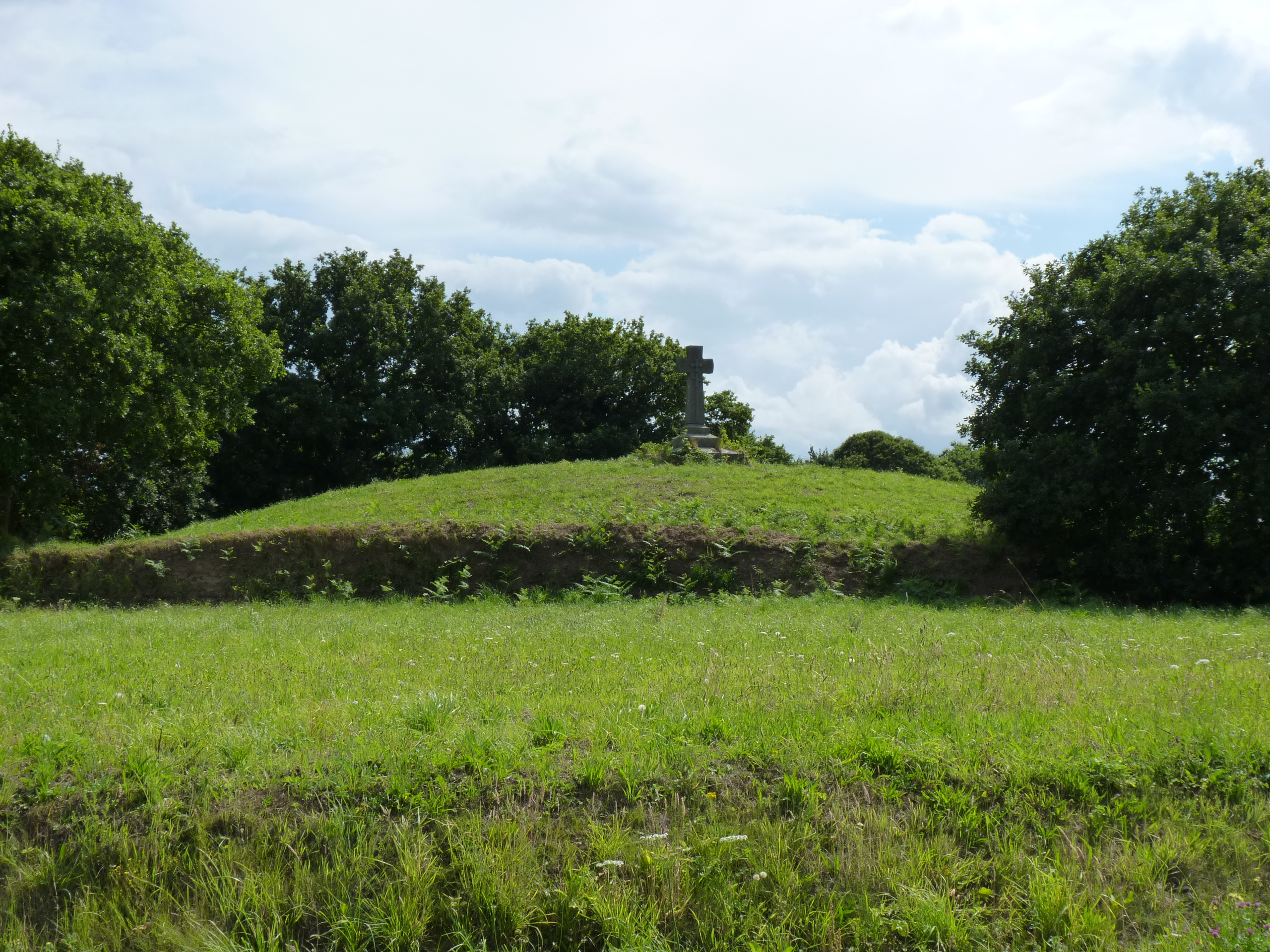
Tumulus von La Tossen Ar Run

Der Tumulus von La Tossen Ar Run (nicht zu verwechseln mit dem Tumulus von Tossen-Kelen oder dem Tumulus von Tossen-Ribourden) liegt nahe der Verbindung der D77/79 mit der D7 im Osten von Yvias im Département Côtes-d’Armor in der Region Bretagne in Frankreich. Der Erdhügel befindet sich nahe beim Wasserturm und wurde im frühen 20. Jahrhundert mit einem Steinkreuz versehen.
Er enthält eine Grabkammer mit Kraggewölbe aus Trockenmauerwerk. Die Ausgrabungen von 1899 offenbarten einen Dolmen oder ein Steingehege in einem Cairn, der mit einem Mantel aus hellgrauem Lehm bedeckt war. Der etwa 3,5 m hohe Hügel hat einen Durchmesser von rund 25,0 m.
In der Kammer wurde ein Skelett eines Kindes im Alter von 13–14 Jahren, Werkzeuge aus Feuerstein, verschiedene Schieferobjekte, eine Axt aus geschliffenem Dolerit, Perlen, zwei Vasen und eine mandelförmige Walze gefunden.